# Obeidia extranigricans
Obeidia extranigricans är en fjärilsart som beskrevs av Eugen Wehrli 1933. Obeidia extranigricans ingår i släktet Obeidia och familjen mätare. Inga underarter finns listade i Catalogue of Life.